# Campodorus melanopygus
Campodorus melanopygus là một loài tò vò trong họ Ichneumonidae.